# Orepukia tanea
Orepukia tanea – gatunek pająka z rodziny Cycloctenidae. Występuje endemicznie na Nowej Zelandii.

## Taksonomia
Gatunek ten opisany został po raz pierwszy w 1973 roku przez Raymonda Roberta Forstera i Cecila Louisa Wiltona w czwartej części monografii poświęconej pająkom Nowej Zelandii. Jako miejsce typowe wskazano Eglinton Valley we Fiordlandzie.

## Morfologia
Holotypowa samica ma karapaks długości 3,8 mm i szerokości 2,6 mm oraz opistosomę (odwłok) długości 4 mm i szerokości 2,4 mm. Karapaks jest pomarańczowobrązowy z ciemnobrązowymi przepaskami wychodzącymi z oczu bocznych, łączącymi się w jedną przepaskę na jamce i jako taka sięgającymi do tylnego jego brzegu. Ośmioro oczu rozmieszczonych jest w dwóch rzędach. Zarówno w widoku grzbietowym jak i od przodu przedni z nich jest prosty, zaś tylny jest lekko odchylony. Rudobrązowe szczękoczułki mają po 2 normalne i 2 drobne zęby na przednich krawędziach bruzd i po 2 zęby na ich krawędziach tylnych. Barwa sternum jest rudobrązowa. Odnóża są pomarańczowobrązowe z ciemniejszym obrączkowaniem. Kolejność par odnóży od najdłuższej do najkrótszej to: IV, I, II, III. Pazurki górne mają 14 lub 15 ząbków, zaś pazurki dolne 3 ząbki. Opistosoma jest z czarniawa z rozjaśnieniami na przedzie strony grzbietowej i na stronie brzusznej. Zaopatrzona jest w duży, płaski stożeczek. Kądziołki przędne przedniej pary są nieco większe niż tylnej.

## Występowanie i ekologia
Gatunek ten jest endemitem Nowej Zelandii, znanym tylko z regionu Southland na Wyspie Południowej. Spotykany był pod butwiejącymi kłodami.